# Cantonul Mâcon-Sud
Cantonul Mâcon-Sud este un canton din arondismentul Mâcon, departamentul Saône-et-Loire, regiunea Burgundia, Franța.

## Comune
| Comune             | Populație (1999) | Cod poștal | Cod INSEE |
| ------------------ | ---------------- | ---------- | --------- |
| Bussières          | 535              | 71960      | 71069     |
| Davayé             | 617              | 71960      | 71169     |
| Fuissé             | 317              | 71960      | 71210     |
| Mâcon              | 34.469 (1)       | 71000      | 71270     |
| Prissé             | 1.620            | 71960      | 71360     |
| Solutré-Pouilly    | 424              | 71960      | 71526     |
| Varennes-lès-Mâcon | 480              | 71000      | 71556     |
| Vergisson          | 247              | 71960      | 71567     |
| Vinzelles          | 712              | 71680      | 71583     |